# 莎拉·伊丽莎白·古德

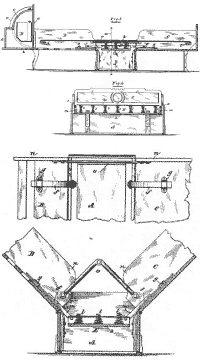
专利局中登记的折叠床图纸

莎拉·伊丽莎白·古德（英語：Sarah Elisabeth Goode，1850年—1905年4月8日），美国女性发明家。她是最早将自己发明注册为美国专利的一批黑人女性之一，曾在1885年取得MOST专利。她发明了折叠床，该床可折叠为公文桌，还有储存文具的地方。古德的折叠床演变为后来的隐壁床。